# Fushui Shuiku
Fushui Shuiku är en reservoar i Kina. Den ligger i provinsen Hubei, i den centrala delen av landet, omkring 110 kilometer sydost om provinshuvudstaden Wuhan. I omgivningarna runt Fushui Shuiku växer i huvudsak blandskog.
Genomsnittlig årsnederbörd är 2 075 millimeter. Den regnigaste månaden är maj, med i genomsnitt 315 mm nederbörd, och den torraste är januari, med 48 mm nederbörd.